# Ańdźana

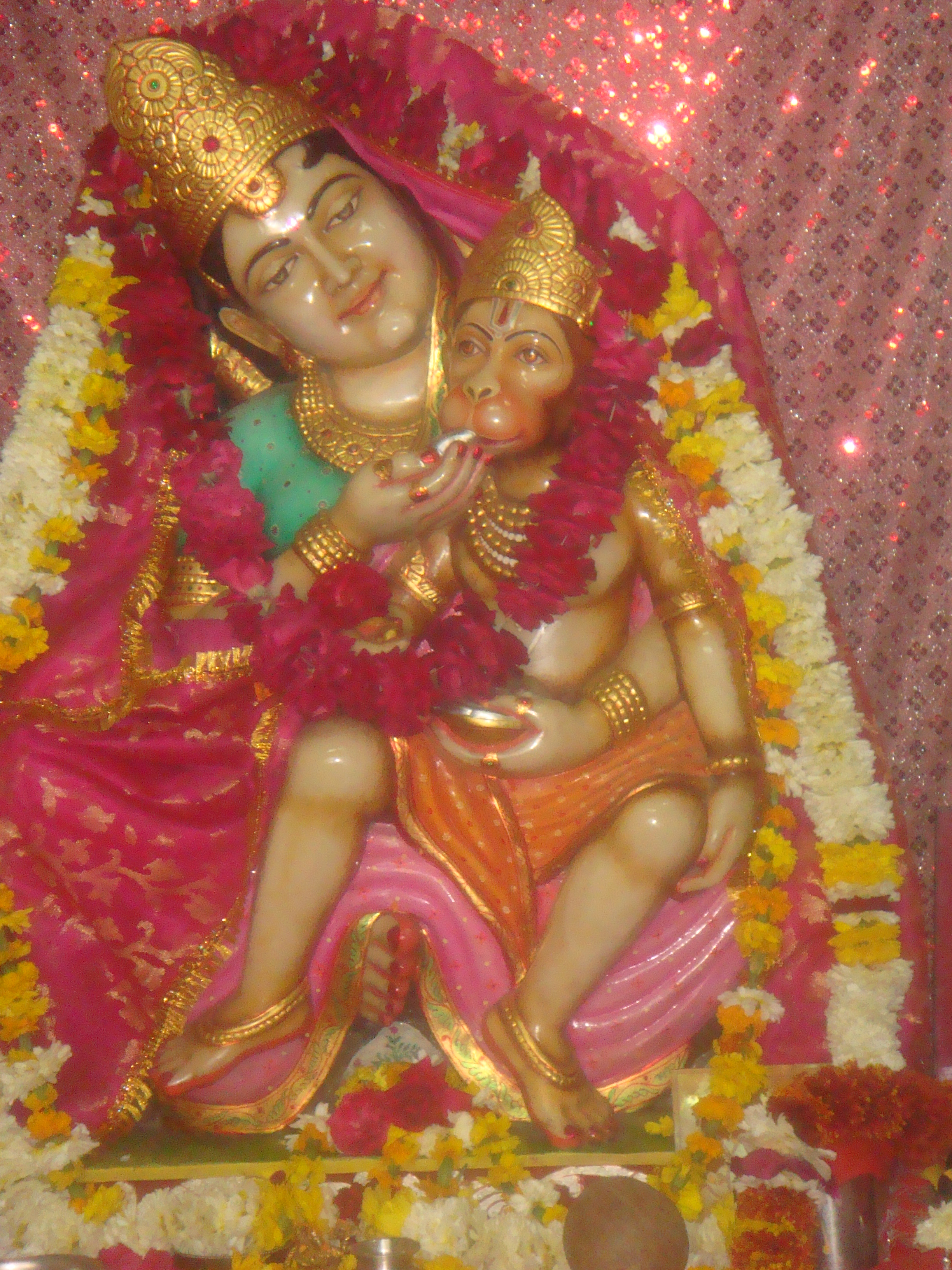
Posąg Ańdźani trzymającej Hanumana z Anjani Mata temple w Chomu

Ańdźana (dewanagari अंजनी, trl. Ańdżanī, ang. Anjana) – apsara, żona Waju (boga wiatru w hinduizmie) i matka Hanumana wiernego sługi Ramy (awatara Wisznu).